# Basidie
Et basidium er et mikroskopisk sporangium, der findes på hymenophoren af frugtlegemer af basidiomycetesvampe, som også kaldes tertiært mycelium, udviklet fra sekundært mycelium. Tertiært mycelium er højtsnoet sekundært mycelium - et dikaryon.
 Der er for få eller ingen kildehenvisninger i denne artikel, hvilket er et problem. Du kan hjælpe ved at angive troværdige kilder til de påstande, som fremføres i artiklen.